# Rhein-Main Patriots

Logo der IVA Rhein-Main Patriots 1999 e. V.

Die IVA Rhein-Main Patriots sind ein Inline-Skaterhockey- und Inlinehockey-Verein in Niddatal-Assenheim. Im Jahre 1996 noch unter dem Dach des Turn-Verein Assenheim gegründet, machten sich die Patriots 1999 als IV Assenheim Patriots selbständig. Im Dezember 2008 wurden sie in IVA Rhein-Main Patriots umbenannt.
2001 bezog man die vereinseigene Inlinehalle, die dem Verein Trainings- und Spielmöglichkeiten bietet. Die Halle wird auch für Veranstaltungen wie das Endturnier des Inlinehockey European Champions Cup 2004 oder Musikveranstaltungen und Messen genutzt. Seit dem Wechsel der Mannschaften in die Sportart Inline-Skaterhockey spielen sie sowohl in der ISHD als auch mit einer Herrenmannschaft in der IHD.
Die Mannschaft wurde sechsmal Deutscher Inlinehockey-Meister (1999, 2000, 2001, 2002, 2004, 2008) und sechsmal Deutscher Inlinehockey-Pokalsieger (1999, 2001, 2005, 2006, 2007, 2008); jeweils unter dem Dach der IHD (bis 2006: IHL).
Im Skaterhockey konnte die Mannschaft den Durchmarsch aus der Regionalliga (2009) bis in die 1. Bundesliga schaffen.

## Erfolge
Erfolge Inlinehockey:
Deutscher Meister:
1999, 2000, 2001, 2002, 2004, 2008  
Deutscher Pokalsieger:
1999, 2001, 2005, 2006, 2007, 2008 
Platzierungen im Inlinehockey European 
Champions Cup:
- 2003: 4. Platz
- 2004: 3. Platz
- 2005: Vorrunde
- 2006: 7. Platz
- 2007: 6. Platz

Erfolge Skaterhockey:
Meister Regionalliga Südwest: 
2009
Meister 2. Bundesliga Süd:
2010, 2017, 2021, 2023
IISHF Europa Cup:
5. Platz 2012